# Schmidtiana ochracea
Schmidtiana ochracea là một loài bọ cánh cứng trong họ Cerambycidae.